# Britt, Iowa
Britt là một thành phố thuộc quận Hancock, tiểu bang Iowa, Hoa Kỳ. Năm 2010, dân số của thành phố này là 2069 người.

## Dân số
Dân số qua các năm:
- Năm 2000: 2052 người.
- Năm 2010: 2069 người.